# Austrochilus franckei
Austrochilus franckei is een spinnensoort uit de familie Austrochilidae. De soort komt voor in Chili.